# Fam de Nyasalàndia del 1949
La Fam de Nyasalàndia del 1949 va ser una fam que es va produir a les terres altes del sud de Malawi a Nyasalàndia (actual Malawi) i també a una part de la província central l'any 1949, amb efectes que es van estendre fins a principis de 1950.

## Causes
Les causes d'aquesta crisi alimentària van ser variades i no produïdes per un únic agent.

### Clima

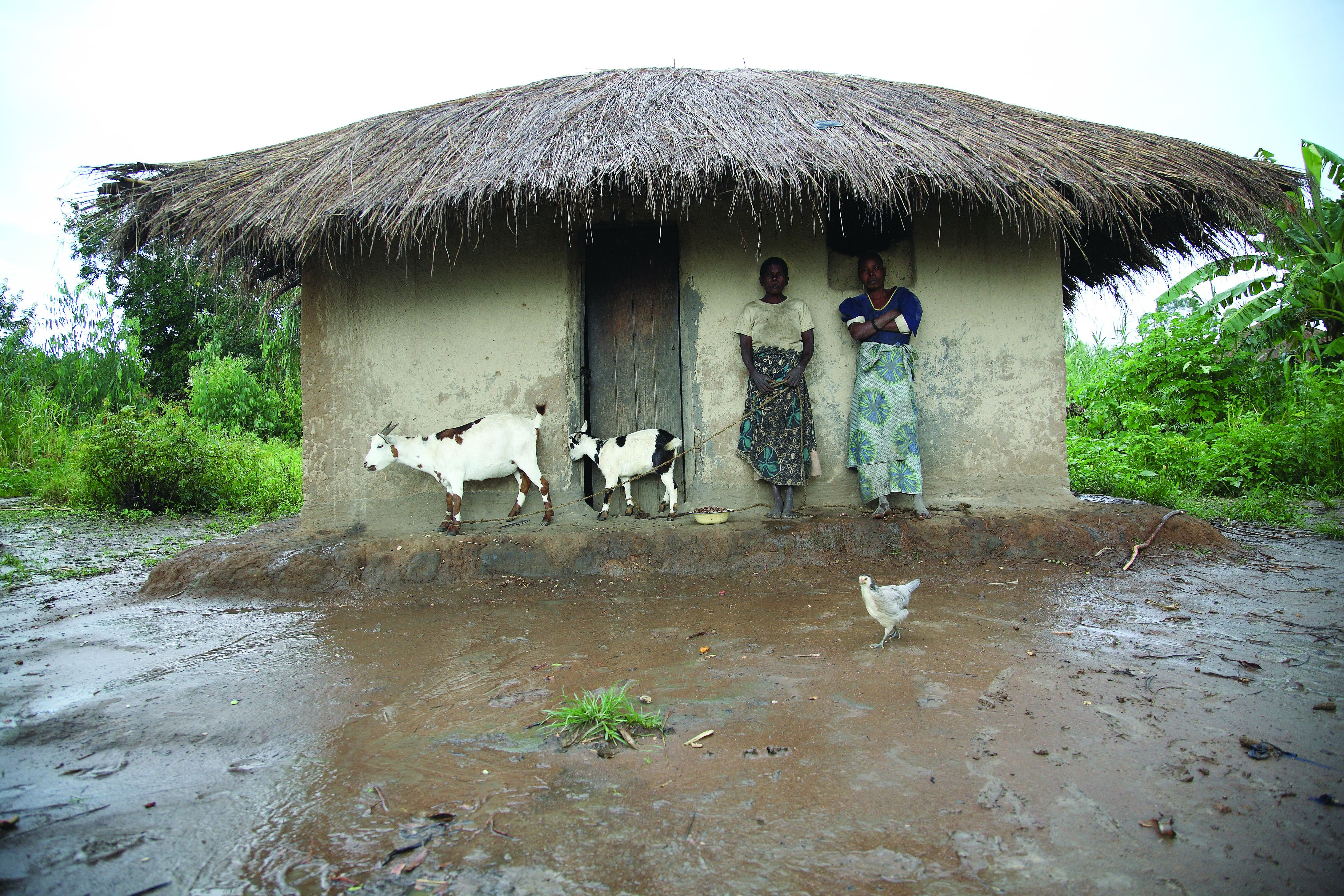
Reguli en època de pluges a Malawi (International Livestock Research Institute, 2010)

La causa immediata va ser les fortes sequeres que es van produir entre 1947 i 1948 i el 1947 le llagostes van destruir els conreus de blat de moro que era la font principal d'aliment de la població. Aquest episodi va tenir continuïtat amb dos anys de pluges irregulars i de males collites que van esgotar les reserves als graners dels agricultors.

### Monocultiu intensiu
Al principi, es va culpar a un cultiu intensiu del tabac que provocava l'erosió del sòl i en lloc de conreus adreçats a la producció d'aliments. Aquesta política mala governança aconsellada pels ràpids beneficis dels monocultius latifundistes incentivaven la desforestació del territori i la sobreexplotació de les terres de cultiu.

### Desigualtats socials

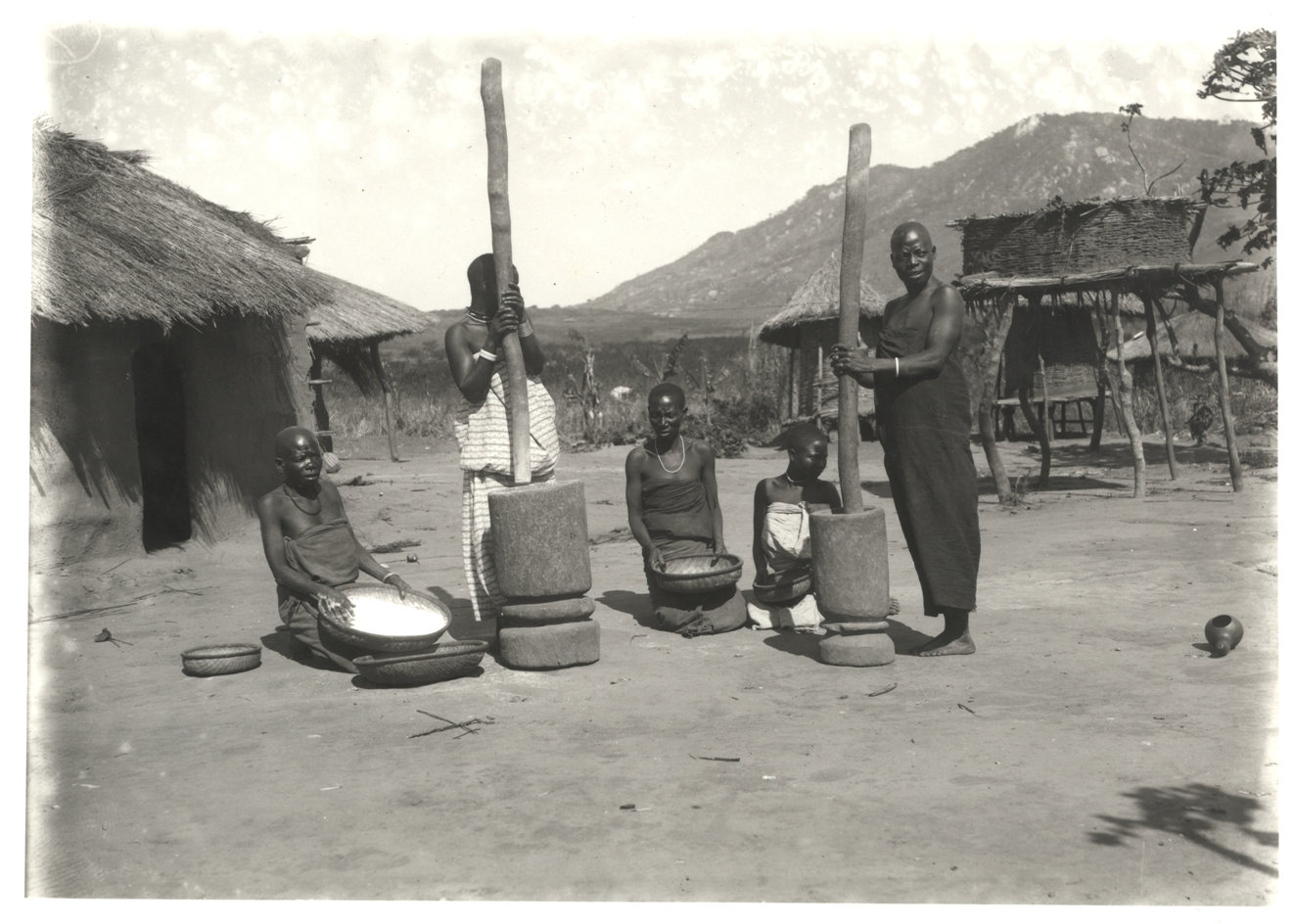
Dones en un poblat de Malawi (data desconeguda)

Megan Vaughan fa incidència en els desequilibris socials existents en la societat de Malawi amb un grup elitista d'empresaris, treballadors qualificats i empleats governamentals, i alguns empleats d'empreses europees o asiàtiques que rebien racions d'aliments com a part del seu sou i no es van veure afectats per la fam. Per altra banda, els petits agricultors amb manca de reserves i autoproducció d'aliments, i les dones com a principal sector vulnerable, si afegien els comerciants i artesans que veien reduït el seu impacte comercial. Així doncs, desenvolupa una teoria neomalthusianista en la que advoca per promoure mesures preventives de salut reproductiva que mitiguin el desequilibri entre recursos i població que ocasionen les catàstrofes naturals en la societat.

### Ineficàcia governamental
L'efecte de la disminució de les collites es va intensificar pel fracàs del govern colonial per mantenir una reserva important de gra d'emergència, els retards en la importació de subministraments d'ajuda, i el requisit que la major part del suport proporcionat fos pagat pels seus destinataris. El nombre oficial de morts per inanició va ser d'unes 200 persones, fet que probablement pot estar subestimat, i exclou aquella part de població que va morir per malalties agreujades per la malnutrició.
En aquest sentit, es donava un problema de base, amb el subdesenvolupament colonial promogut amb l'expropiació de terres, cobrant rendes i impostos als agricultors i pagant-los menys per la seva mà d'obra i els seus productes. Tot això dins la conjuntura de la desigualtat en el desenvolupament econòmic i social desigual del protectorat britànic als anys trenta i quaranta.

## Conseqüències

### Emergència inicial

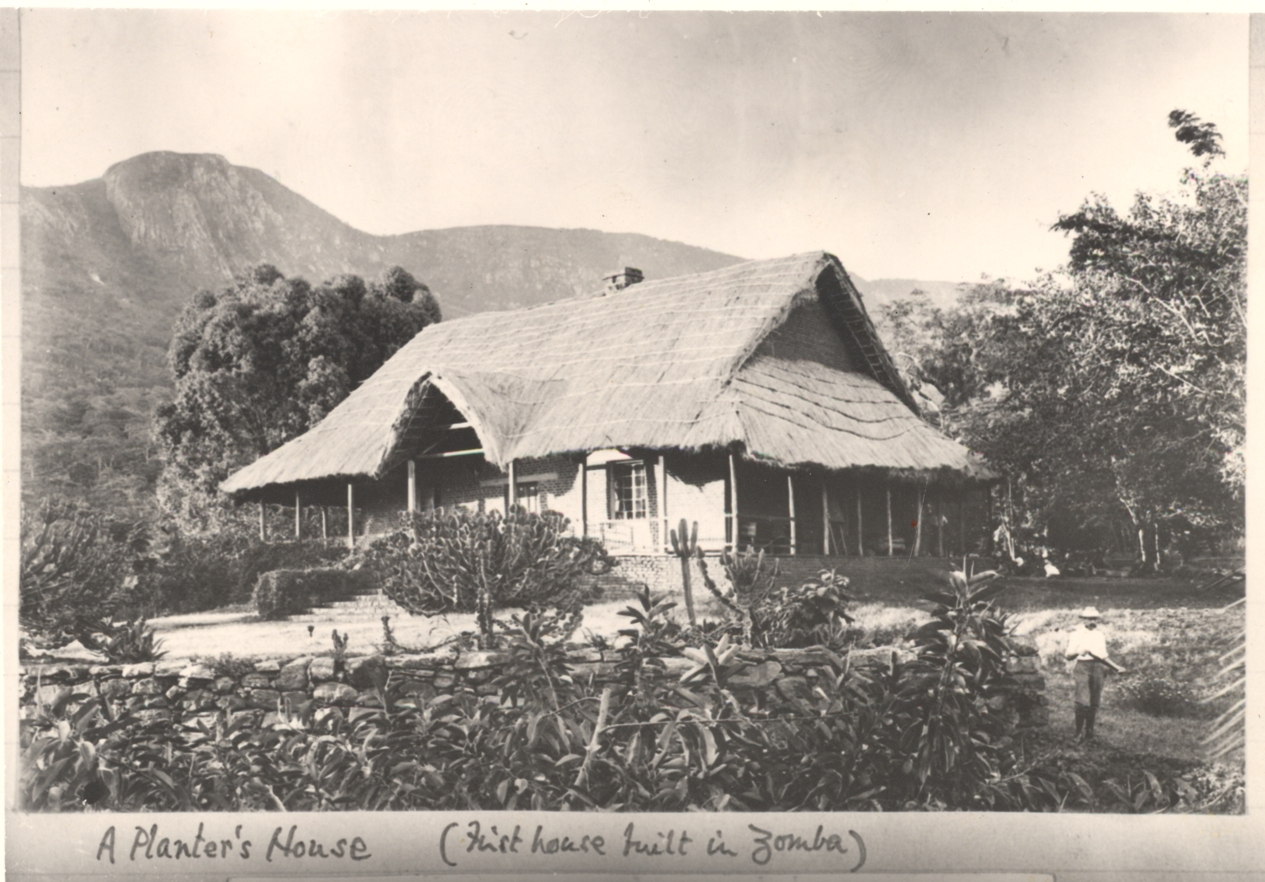
Plantació a Zomba (Sud de Malawi)

Als primers mesos de 1949, va quedar clar que el blat de moro plantat a finals de 1948 es perdria gairebé completament per la sequera, el govern de Nyasalàndia va demanar ajuda a Rhodèsia, que si que havia acumulat grans reserves, que enviar blat de moro per ferrocarril, encara que també hi ha escassetat a Rhodèsia del Nord i a Mashonalàndia (Zimbàbue actual). Es van fer dos subministrar de 12.500 i 7.500 tones de blat de moro.Però les males collites a Sud-àfrica i Rhodèsia del Sud el 1947 havien també esgotat les existències regionals, i es va haver de portar més blat per mar dels Estats Units i Àfrica Oriental la resta de 1949 i 1950. Els problemes en les infraestructures marítimes i terrestres: congestió del port de Beira, i el ferrocarril interromput per l'enfonsament d'un pont de Chiromo a finals de 1948, obligà a utilitzar la xarxa viària poc desenvolupada i en mal estat. Un cop transportat el blat de moro a les zones afectades, el setembre de 1949, el govern va obrir centres de distribució i el va vendre a preus controlats.
El governador Taylor Colby va haver de canviar la seva política agroindustrial: creant reserves de blat de moro, i establint una “oficina de control de blat de moro” per tal d'augmentar significativament el seu preu de compra, que animaria als agricultors al cultiu local. També, va demanar als propietaris de finques privades que conreessin blat de moro per als seus assalariats a les seves pròpies terres, en lloc de comprar-lo a petits propietaris. i es posa en marxa un programa per comprar terres no utilitzades de finques privades.
Una altra mesura va ser la reducció del preu que la Native Tobacco Board pagava pel tabac cultivat a Native Trust Land, per reduir el volum de tabac cultivat amb l'objectiu d'incrementar la seva qualitat, i destinar els beneficis a la millora del desenvolupament agrícola. Aquesta mesura provocaria que minvessin els ingressos de la majoria de productors de tabac i no serviria, a curt termini, per augmentar la qualitat del producte collit. El registre obligatori per als productors de tabac va comportar una reducció del 20% del nombre d'explotacions tabaqueres el 1955.
Per altre costat, la nova política agrària del governador promovia que petits productors africans proporcionessin mà d'obra gratuïta i que algunes terres es deixessin de cultivar. L'objectiu inicial era preservar la fertilitat del sòl, per evitar una catàstrofe ambiental, però aquesta anàlisi no es va fonamentar prou perquè fins als anys vuitanta hi va haver una bona fertilitat dels terrenys agraris de Malawi.

### Efectes permanents
Aquesta crisi va crear, en primer lloc, un augment del nombre d'empleats i comerciants, que necessitaven comprar els seus aliments, però que depenien dels excedents incerts derivats del sistema d'agricultura de subsistència, donat que pocs agricultors produïen aliments principalment per al mercat i no per al seu propi consum. Els governs del país, aliats a les comercialitzadores agràries, van afavorir l'exportació de cultius no alimentaris, empobrint una població que cada cop tenia menys accés a terres de conreu o feina segura, vulnerables en temps d'escassetat d'aliments, amb especial incidència en la dona.
Fins de dècada de 1980, Malawi no va patir sequeres significatives, i el sector agrari va poder adaptar-se a parcel·les més petites i augmentar substancialment la producció de blat de moro i altres cultius alimentaris, a partir de llavors hibrides i fertilitzants sintètics millorats. Entre 1950 i 1979, la collita anual de blat de moro va superar el consum excepte els anys 1963, 1970, 1975 i 1976 i es van compensar els dèficits amb les reserves acumulades. No obstant això, després de 1980 la inseguretat alimentària es va convertir en un problema creixent al país, donant lloc a una crisi alimentària permanent a Malawi.
Els problemes climàtics dels anys 1980, 1990, 1997 i 1998 van reduir significativament les collites de blat de moro, però es van evitar les fams. El 1997 i el 1998, la fam es va evitar amb l'alliberament de les reserves de gra del govern i les compres de blat de moro a l'estranger, mentre que el 2001 i el 2002, quan les collites no van ser tan dolentes com en els noranta, les deficiències en les reserves de cereals i els retards en les importacions van provocar una fam important.
Malawi va patir una escassetat d'aliments generalitzada durant les dècades de 1990 i 2000, i diversos dels problemes que van sorgir aleshores eren els mateixos que ja es van fer evidents el 1949: 1) Ús de la terra per al cultiu de tabac i altres cultius no alimentaris, 2) creixement d'una classe social desafavorida, 3) entorns rurals empobrits o sense terra que depenien del treball ocasional i dels estrictes controls governamentals sobre el cultiu i la comercialització de certs conreus. En temps més recents, com el 1949, va ser la manca de reserves d'aliments al país, i els retards en la importació d'ajudes de subministraments van convertir l'escassetat en fam. La idea, equivocada que el 1949, la fertilitat del sòl estava disminuint, i l'erosió del sòl s'estava tornant crítica s'havia fet realitat el 1992, quan els cultius s'havia estès cap als turons i vessants escarpats de la vall del Rift, on l'erosió era inevitable i insostenible.